# Ernst Kummer
Ernst Eduard Kummer (Sinh ngày 29 tháng 1 năm 1810 – mất ngày 14 tháng 5 năm 1893) là nhà toán học Đức. Với kinh nghiệm trong toán học ứng dụng, Kummer huấn luyện các sĩ quan quân đội Đức trong đạn đạo học; sau đó, ông chuyển sang dạy 10 năm trong trường gymnasium , tương đương với mức trường trung học phổ thông tại Việt Nam, và vào thời gian đó, ông đã tạo cảm hứng cho sự nghiệp toán học của Leopold Kronecker.

## Đời sống

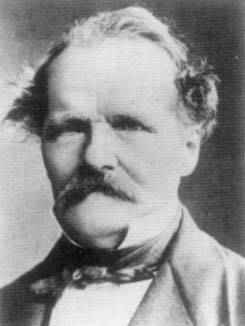
Ernst Eduard Kummer (Sinh ngày 29 tháng 1 năm 1810 – mất ngày 14 tháng 5 năm 1893)

Kummer được sinh tại Sorau, Brandenburg (sau là một phần của Phổ). Ông nhận bằng tiến sĩ từ Đại học Halle trong năm 1831 cho bài viết toán học đoạt giải thưởng (De cosinuum et sinuum potestatibus secundum cosinus et sinus arcuum multiplicium evolvendis), và được xuất bản 1 năm sau đó.
Trong 1840, Kummer cưới Ottilie Mendelssohn, con gái của Nathan Mendelssohn và Henriette Itzig. Ottilie là họ hàng của Felix Mendelssohn và chị của ông ấy, Rebecca Mendelssohn Bartholdy là vợ của nhà toán học Peter Gustav Lejeune Dirichlet. Vợ thứ hai của ông (người ông cưới ngay Ottilie mất đi vào năm 1848), Bertha Cauer, là họ hàng bên ngoại của Ottilie. Cuối cùng, ông có 13 đứa con. Một trong những cô con gái của ông, Marie đã cưới nhà toán học Hermann Schwarz. Kummer nghỉ dạy và dừng nghiên cứu toán học vào năm 1890, rồi mất đi ba năm sau đó tại Berlin.

## Toán học
Kummer đã tạo ra nhiều cống hiến cho toán học trong nhiều nhánh khác nhau; ông tìm ra một số quan hệ giữa các chuỗi siêu hình học khác nhau, nay được gọi là quan hệ mật tiếp. Mặt phẳng Kummer là kết quả của việc lấy thương của đa tạp abel hai chiều bởi nhóm cyclic {1, −1} (một orbifold đời sớm: nó có 16 điểm kỳ dị, và hình học của nó được nghiên cứu rất kỹ trong thế kỷ 19).
Kummer đồng thời cũng chứng minh định lý lớn Fermat cho một họ các số mũ là số nguyên tố (xem số nguyên tố chính quy, nhóm lớp ideal). Các phương pháp gần gũi hơn với lý thuyết các số p-adic hơn là với lý thuyết ideal, mặc dù chính thuật ngữ 'ideal' (hay i-đê-an) được phát minh bởi Kummer. Ngoài ra ông còn nghiên cứu các mở rộng trường nay được gọi là mở rộng Kummer của trường: các mở rộng này là các mở rộng được sinh bằng cách nối thêm nghiệm thứ n cho trường đã có sẵn căn đơn vị nguyên thuỷ thứ n. Đây là mở rộng quan trọng trong lý thuyết của các mở rộng toàn phương và trong lý thuyết giống của các dạng toàn phương (liên hệ với 2-xoắn của nhóm lớp).Do vậy, nó vẫn là nền tảng của lý thuyết trường các lớp.
Trong đạn đạo học, Kummer thực hiện cộng tác nghiên cứu với William Rowan Hamilton trong các hệ thống tia.

## Xuất bản
- Kummer, Ernst Eduard (1975),  Weil, André (biên tập), Collected papers. Volume 1: Contributions to Number Theory, Berlin, New York: Springer-Verlag, ISBN 978-0-387-06835-0, MR 0465760[2]
- Kummer, Ernst Eduard (1975),  Weil, André (biên tập), Collected papers. Volume II: Function theory, geometry and miscellaneous, Berlin, New York: Springer-Verlag, ISBN 978-3-540-06836-5, MR 0465761[2]